# Орляк звичайний
Орля́к звича́йний (Pteridium aquilinum (L.) Kuhn) — багаторічна трав'яниста папороть родини багатоніжкових (Polypodiaceae) (60-155 см заввишки).

## Походження назви

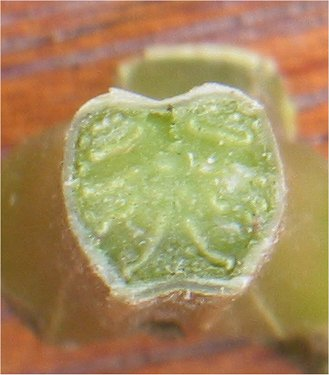
Зріз черешка

Назва «орляк» закріпилася за папороттю, певно, через особливості розташування провідних пучків стебла. Якщо зрізати черешок листка при основі, то можна побачити, що провідні пучки нагадують зображення двоголового орла, яке часто зустрічається на гербах різних країн.
Схожі назви є у німців  нім. Adlerwurz чи нім. Adlerfarn, французів фр. fougère imperiale, поляків пол. Orlica pospolita.

## Ботанічна характеристика
Рослина з повзучим, досить тонким кореневищем і двома рядами листків, з яких щороку розвивається тільки один ряд. Листки розміщені поодиноко. Кореневище довге, дерев'янисте, розгалужене. Листки на зиму відмирають. Підземна частина черешка і кореневище чорного кольору. Листки ясно-зелені, жорсткі з довгими черешками і великою (50-150 см), шкірястою, в обрисі яйцеподібно-трикутною двічі-тричі перистою пластинкою. Частки першого порядку яйцеподібно-ланцетні, загострені, супротивні, з вузько-ланцетними черговими перистороздільними частками другого порядку. Частки другого порядку довгасті або ланцетні, цілокраї, звичайно тупуваті. Черешки листків з дуже вузьким жолобом, пластинка листка ажурна. Купки спорангіїв (соруси) розміщені у вигляді суцільної вузької смуги вздовж краю листка і прикриті зверху його загорнутим краєм. Спори округло-чотиригранні, бурувато-жовті, зернисто-горбочкуваті. Спороносить у липні.

## Екологічна приуроченість
Росте орляк звичайний у мішаних лісах, на узліссях, лісових галявинах, у чагарниках. Рослина тіньовитривала. Трапляється на вирубках, згарищах, а також у листяних і хвойних лісах Євразії, на островах Атлантичного океану і навіть у Полінезії.

## Географічне поширення
Рослина-космополіт. У Північній півкулі трапляється на теренах Європи, Азії, Північної Америки; у Південній півкулі — на теренах Австралії, Нової Зеландії та у північних регіонах Південної Америки.
В Україні орляк поширений на Поліссі, в Лісостепу, по долинах річок у степу, в Карпатах.

## Практичне використання
Лікарська, інсектицидна, отруйна, харчова, кормова й декоративна рослина.
У народній медицині використовують кореневище орляка для вигнання солітерів і як проносне. Він входить до складу мазі від наривів і екземних виразок. Кореневище містить синильну й орляково-дубильну кислоти, алкалоїди, ефірну олію тощо.
Кореневища й листки орляка мають своєрідний запах, якого не переносять усі комахи. В деяких місцевостях Західної Європи травою орляка набивають матраци і подушки, в цих житлах немає ні тарганів, ні мух, ні павуків. На фруктах і овочах, загорнутих у листки орляка, не утворюється цвіль.
Заготовляють орляк на Поліссі, в Лісостепу, по долинах річок у Степу, в Карпатах. Запаси сировини значні.
Попіл орляка містить багато поташу, який можна використовувати для виробництва мила і скла.
Кореневища орляка придатні на корм свиням. Після поїдання значної кількості надземної частини орляка (у свіжому або висушеному вигляді) велика рогата худоба і коні отруюються. Отруйний чинник — орлякові дубильна кислота. Ознаки отруєння — криваві пронос і сеча, хитка хода, лякливість, пропасниця.

### У харчуванні
У деяких країнах Північної Європи до меню залучають багато на білок та крохмаль стерженці молодих листків, які збирають ранньої весни, доки листова пластинка ще не розгорнулася. Паростки листків мають гачкоподібний вигляд і вкриті густими коричневими волосинками.
Традиція їсти таку парость походить з давніх часів, оскільки її знаходять при розкопках старовинних будинків на палях у Франції та Швейцарії.
Зібрані стерженці очищують від листяних часточок і відварюють. Потім промивають 2-3 рази у воді для вилучення дубильних речовин та гіркоти. Після цього стерженці готові для юшок, салатів, приправ до других страв. Стерженці також обсмажують із сухарями або обкочуюють у борошні, а краще - збирають і сушать на сонці, заготовляючи на зиму для юшок і соусів. Приготовлені пагони папороті нагадують смажені білі гриби.
У деяких країнах Східної Азії (Корея, Японія, Китай) молоді пагони орляка також використовують у їжу. В Кореї вимочені, пропарені та просмажені пагони використовують у намулі. Орляк - класичний інгредієнт корейської страви бібімбап.
З кореневища орляка добувають крохмаль. Для цього їх сирими натерають на тертушці й ретельно промивають одержану масу. Після певного відстоювання крохмаль промивають у холодній воді декілька разів до набуття яскраво білого кольору. Японські солодощі варабімочі виготовляють з такого крохмалю. Через високий вміст крохмалю в кореневищах в Німеччині орляк використовують у пивоварінні.
Маорі Нової Зеландії, аборигени Канарських островів, індіанці Північної Америки готували з висушених і подрібнених кореневищ орляка сурогат хліба або вживали їх в їжу в сирому вигляді (на Канарах такий хліб називається ісп. helecho, «папороть»). У голодні роки хліб з орляка пекли і в деяких європейських країнах.
Кореневище також містить багато калію, тому воно гарно милиться. У селах деяких провінцій Франції (Бретань, Шампань, Рона) орляк і нині застосовують як замінник мила.
Орляк — декоративна рослина. Рекомендується для поодиноких і групових насаджень на галявинах та під деревами у парках і лісопарках.

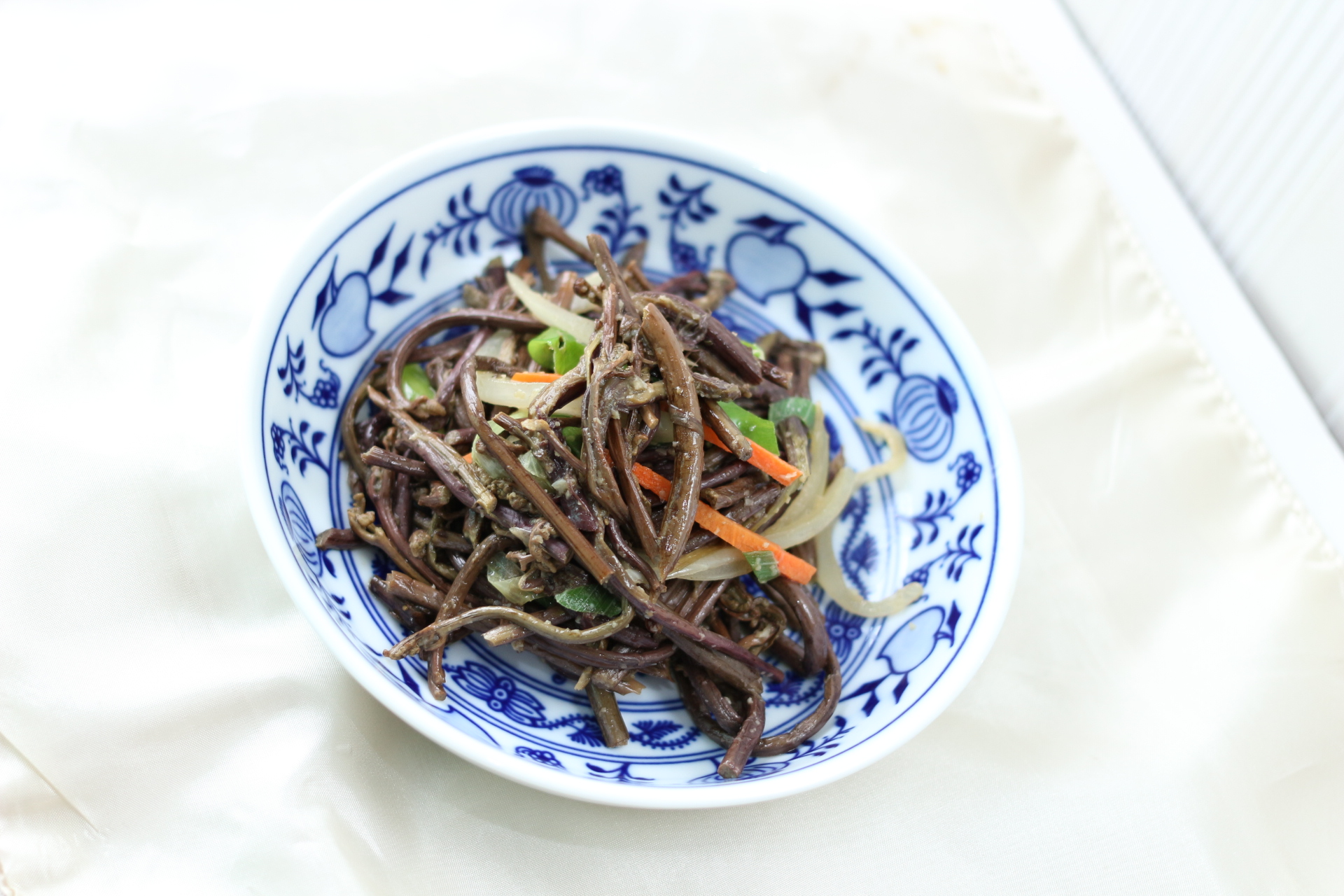
Корейська страва «госарі-намуль»
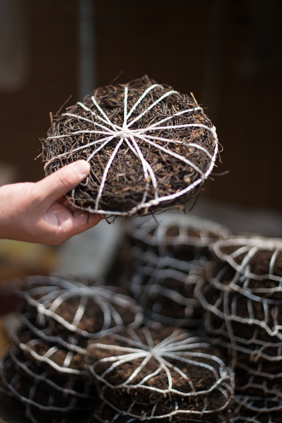
Сушені пагони орляка в Кореї
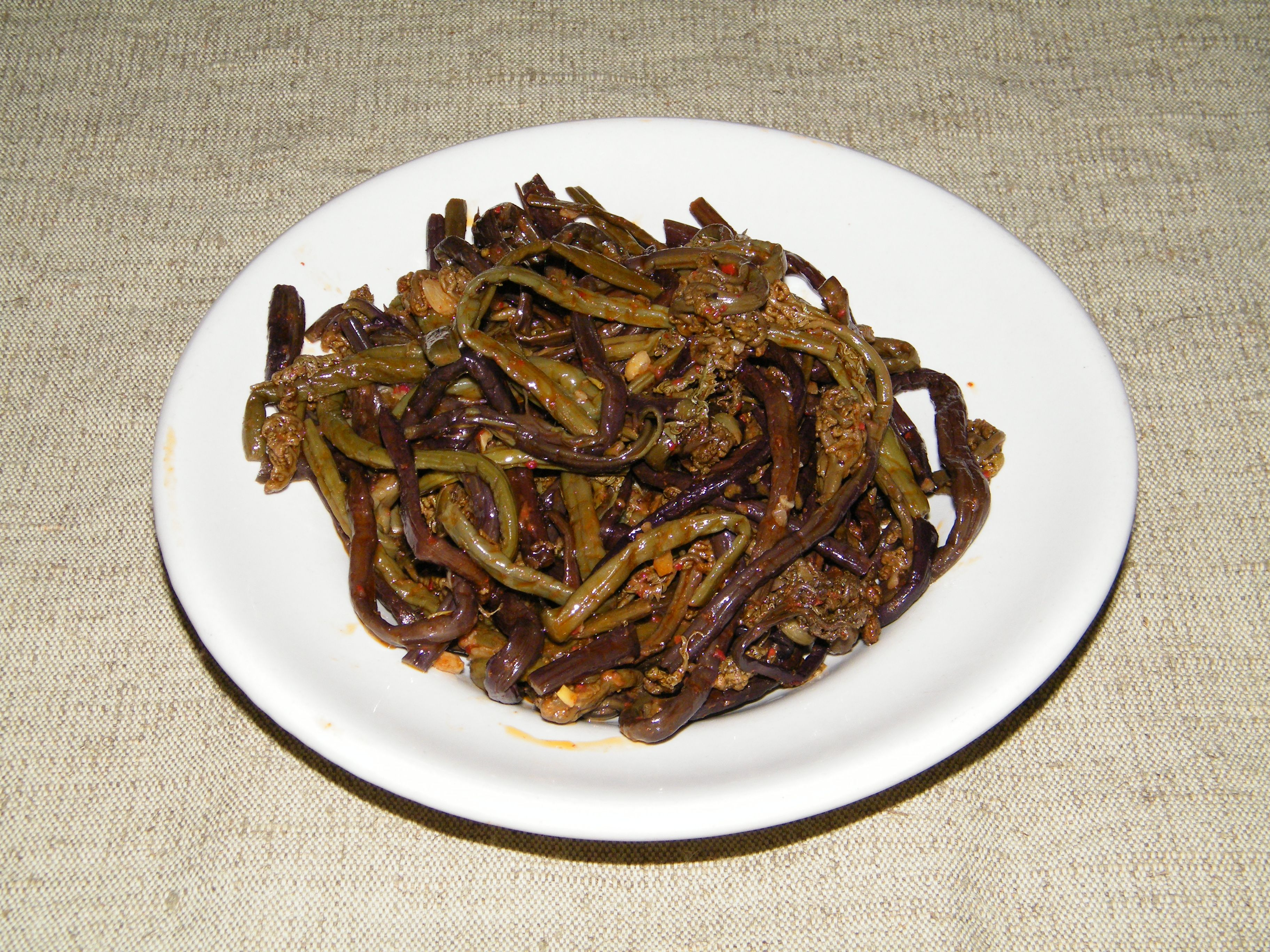
Салат з маринованого орляка

## Збирання, переробка та зберігання
Кореневища орляка викопують лопатами восени або навесні до розвитку рослин. Очищають від коренів і залишків, листяних лусок і черешків, розрізують на шматки. Сушать у затінку. Зберігають у коробах, вистелених папером.